# Chasminodes borussica
Chasminodes borussica là một loài bướm đêm trong họ Noctuidae.